# Glen Rice Jr.
Glen Anthony Rice Jr. (* 1. Januar 1991 in Miami, Florida) ist ein US-amerikanischer Basketballspieler, der zuletzt bei  Maccabi Haifa unter Vertrag stand.
Rice Jr. ist der Sohn des ehemaligen NBA-Spielers Glen Rice.

## Karriere

### Highschool
Rice spielte in der Walton High School in Marietta (US-Bundesstaat Georgia) und wurde 2008 zum Highschool-Basketballspieler des Jahres gewählt. 2009 wurde er von Rivals.com, Scout.com und ESPN unter die 35. besten Highschool-Shooting-Guards in den USA eingestuft.

### College
Von 2009 bis 2012 spielte Rice für die Hochschulmannschaft von Georgia Tech. In seiner ersten Saison als Freshman bekam er jedoch nur wenig Einsatzzeit. In seiner Sophomore-Saison stand er in 23 von 31 Spielen in der Startaufstellung. Außerdem wies er in seiner Mannschaft die zweithöchsten Werte in den Kategorien Spielminuten, Punkte, Rebounds, Assists und Steals auf. Er erzielte insgesamt drei Double-Doubles.

### Profikarriere

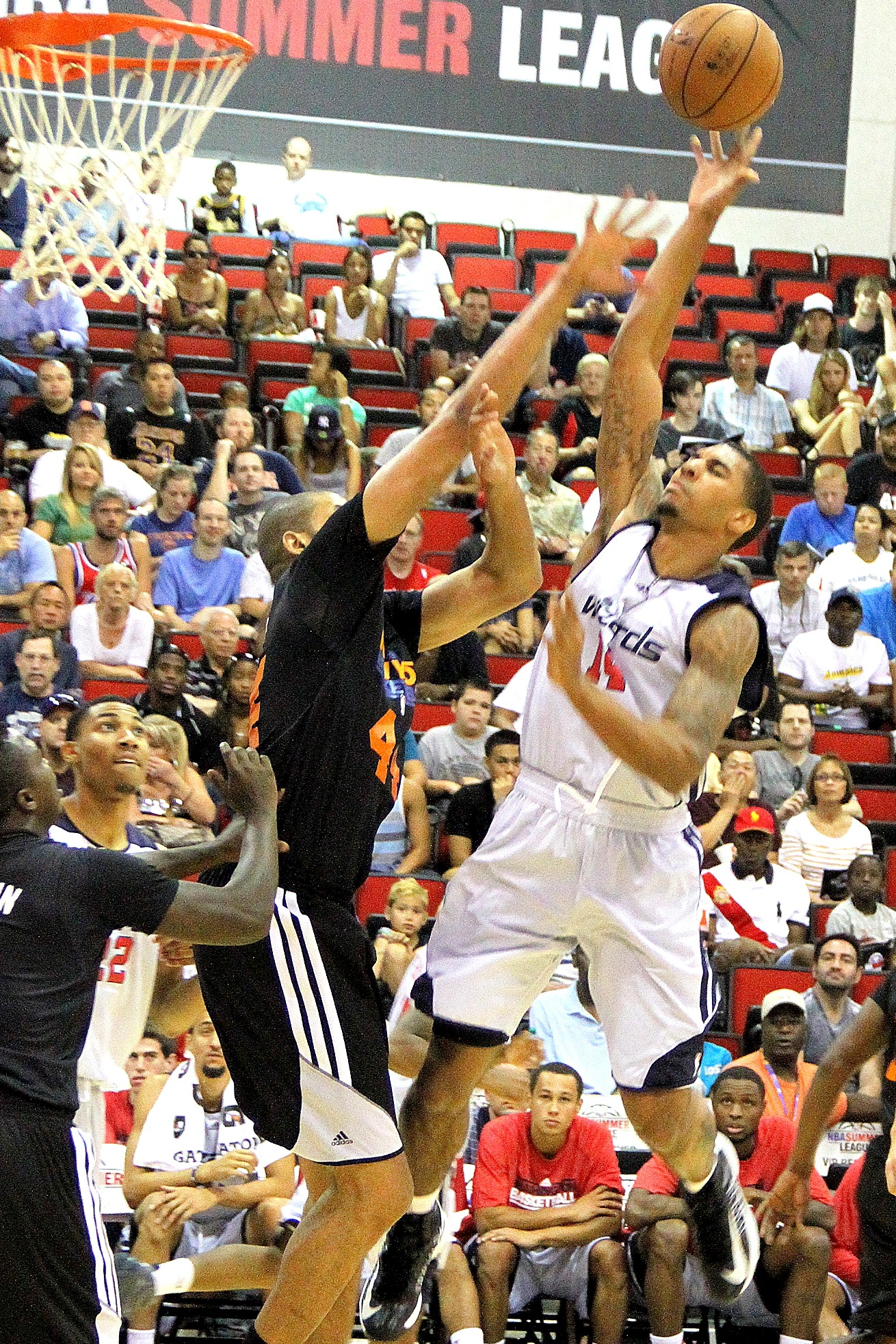
Rice im NBA-Summer-League-Team der Washington Wizards (2013)

Rice wurde im NBA-Draft 2013 an 35. Stelle von den Philadelphia 76ers ausgewählt und am selben Abend zu den Washington Wizards transferiert. In der Saison 2012/13 spielte er in der D-League für die Rio Grande Valley Vipers, die ihn zuvor im D-League-Draft ausgewählt hatten. 2013 spielte Rice für die Wizards und für deren D-League-Team, die Iowa Energy. Sein Punktedurchschnitt in der NBA lag in der Saison 2013/2014 bei 2,9. Er nahm an insgesamt elf Spielen teil. Am 7. Januar 2015 wurde er von den Wizards entlassen. Ab dem 12. Januar 2015 stand er wieder bei den Rio Grande Valley Vipers unter Vertrag. In der NBA Summer League 2015 spielte er für die Houston Rockets.
Später spielte Rice bei verschiedenen Vereinen im Ausland, seine Engagements fielen teils sehr kurz aus. Die New Zealand Breakers aus der National Basketball League entließen Rice im Dezember 2019, nachdem er gegen juristische Auflagen verstoßen hatte, die ihm aufgrund von Ermittlungen wegen des Vorwurfs der Körperverletzung gemacht worden waren. Anfang September 2021 endete sein Aufenthalt bei der litauischen Mannschaft Juventus Utena nach fünf Tagen, da der Verein Disziplinlosigkeit des US-Amerikaners beklagte.
Bei Maccabi Haifa spielte er anschließend rund drei Monate bis Ende Januar 2022, als ihn der Verein entließ, nachdem Rice zuvor in einem Spiel eine Tätlichkeit begangen hatte und daraufhin ausgeschlossen worden war. Im März 2022 wurde er beim Draftverfahren der Liga Big3 an erster Stelle ausgewählt.

## Erfolge
Mit den Rio Grande Valley Vipers gewann er 2013 die D-League-Meisterschaft und wurde ins All-Rookie Second Team gewählt.
Sein bislang bestes Spiel hatte er am 19. Juli 2014 in einem NBA-Summer-League-Spiel gegen die San Antonio Spurs. Er erzielte 36 Punkte und holte 11 Rebounds, er erzwang die Dritte Verlängerung mit einem Drei-Punkte Wurf. Das Spiel endete nach drei Verlängerungen mit 95:94 für Washington. In der Summer League 2014 lag sein Punktedurchschnitt bei 25,2 Punkten pro Spiel. Er wurde zum MVP gewählt.

## Persönliches
Er ist der Sohn des früheren Basketballers und NBA All-Stars Glen Rice. Glen Rice wurde in der Saison 1999/00 mit den Los Angeles Lakers NBA-Meister. Rice Jr. hat einen jüngeren Bruder, G’mitri Rice.